# Legio III Gallica
Die legio III Gallica war eine Legion der römischen Armee, die durch Gaius Iulius Caesar um 49 v. Chr. für den Bürgerkrieg gegen die Republikaner unter Gnaeus Pompeius Magnus aufgestellt wurde. Der Beinamen Gallica lässt vermuten, dass die Rekruten ursprünglich aus den gallischen Provinzen Gallia Cisalpina und Gallia Transalpina kamen. Die Legion war bis ins frühe 5. Jahrhundert hinein in Syria aktiv. Das Legionssymbol war ein Stier.

## Geschichte der Legion

### Julisch-claudische Dynastie
Die Legion nahm an allen Feldzügen Caesars teil, die Schlacht von Dyrrhachium (48 v. Chr.), Pharsalos (48 v. Chr.) und Munda (45 v. Chr.) eingeschlossen. Nach Caesars Tod wurde die III Gallica in die Armee des Marcus Antonius integriert. Nach der Schlacht von Philippi 42 v. Chr. wurden die ersten Veteranen ausgemustert und in Perugia angesiedelt.

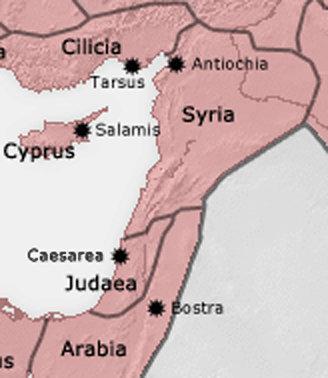
Provincia Syria

Marcus Antonius setzte die III Gallica für seine Feldzüge gegen die Parther ein. Sie war Teil der Truppen, die Fulvia und Lucius Antonius (Marcus Antonius’ Ehefrau und sein Bruder) gegen Octavian aufstellten, und wurde somit im Winter 41 v. Chr. in Perusia bis zur Aufgabe belagert. Nach der Schlacht von Actium im Jahr 31 v. Chr. und Antonius’ Selbstmord wurde die III Gallica mit der Legio VI Ferrata, Legio X Fretensis und Legio XII Fulminata in der Provinz Syria stationiert.
Im Jahre 20 v. Chr. ließ Tiberius mehrere Legionen, darunter auch die III Gallica, gegen die Parther aufmarschieren. Doch die Drohung genügte und er gewann die römischen Feldzeichen durch Diplomatie zurück, die Marcus Licinius Crassus, Lucius Decidius Saxa und Marcus Antonius in teils verheerenden Niederlagen verloren hatten. Wahrscheinlich gehörte auch die III Gallica zu den drei Legionen, die Publius Quinctilius Varus, der legatus Augusti pro praetore provinciae Syriae (Statthalter von Syrien), im Jahr 4 v. Chr. gegen eine Revolte in Judaea einsetzte. Im Jahr 45 n. Chr. ließ Kaiser Claudius für die Veteranen der vier syrischen Legionen eine colonia in Ptolemais (Akkon) anlegen.
Die III Gallica, VI Ferrata und X Fretensis wurden im Jahr 58 von Gnaeus Domitius Corbulo bei seinem Feldzug gegen die Parther um die Kontrolle Armeniens eingesetzt. Die Städte Artaxata (58) und Tigranocerta (59) wurden erobert und König Trdat I. (Tiridates) wurde durch den römerfreundlichen Tigranes VI. ersetzt. Die III Gallica war bis mindestens 64 in Armenien und war in Ziata Castellum stationiert. Im Jahr 66 wurde eine Vexillation nach Judaea entsandt, um Gaius Cestius Gallus, den Statthalter der Provinz Syria im Judäischen Krieg zu unterstützen. Obwohl der Feldzug ein Fehlschlag war und die Lage weiter eskalierte, wurde die III Gallica von Nero nach Oescus in die Provinz Moesia inferior (Niedermösien) verlegt, wo sie die Legio V Macedonica ablöste. Im Winter 68/69 konnte die Legion mit einer Vexillation der Legio VIII Augusta einen Einfall der Roxolanen abwehren.

### Vierkaiserjahr und Flavische Dynastie
Im Vierkaiserjahr 69 stellte sich die Legion wie die übrige Donauarmee erst hinter Otho. Nach dessen Niederlage gegen Vitellius unterstützte sie Vespasian. Sie hatte unter ihrem Legaten Gaius Dillius Aponianus wesentlichen Anteil an der endgültigen Niederlage des Vitellius in der Schlacht von Cremona und der Thronbesteigung der Flavier. Den Winter 69/70 verbrachte die Legion in Capua und wurde dann wieder nach Syrien verlegt. Die Rückverlegung in die „Heimat“ der meisten Legionäre wurde als Belohnung für ihre Treue zum neuen Kaiser angesehen. Um 72/73 war die Legio wahrscheinlich in Samosata stationiert, bevor sie nach Raphaneia (zwischen Antiochia und Damaskus) verlegt wurde. Die zentrale Lage des Lagers Raphaneia ermöglichte es, die Legion als strategische Reserve in fast allen militärischen Operationen des 2. Jahrhunderts einzusetzen. Um 75 n. Chr. wurden Vexillationen der Legio XVI Flavia Firma, Legio IIII Scythica, Legio III Gallica und der Legio VI Ferrata zu Kanal- und Brückenbauarbeiten bei Antiochia eingesetzt.

### Adoptivkaiser und Antoninische Dynastie
Mit großer Wahrscheinlichkeit nahm die Legion am Partherfeldzug (114–116) Trajans, der dem römischen Reich große Gebietszuwächse brachte, teil. Während des Bar-Kochba-Aufstandes (132–136) wurde die Legion erfolgreich eingesetzt. Dann nahm die Legion am Partherkrieg (163–166) des Lucius Verus teil. Sie stieß unter Avidius Cassius bis nach Medien vor und war an der Eroberung der parthischen Doppelhauptstadt Seleukia-Ktesiphon beteiligt. Vermutlich unterstützte die Legion die Usurpation des Avidius Cassius gegen Mark Aurel im Jahr 175.
Mitte des 2. Jahrhunderts trug die Legion den Beinamen Antoniniana, in der zweiten Hälfte des 2. Jahrhunderts den Beinamen Felix („die Glückliche“).
Lucius Artorius Castus, den manche als Urbild des legendären Königs Artus ansehen, war um 170 Centurio der Legion.

### Severer
Im Zweiten Vierkaiserjahr (193) unterstützte die III Gallica den unterlegenen Pescennius Niger gegen Septimius Severus. Darauf nahm sie an den Partherfeldzügen (195 und 197–198) des Severus teil. Eine Vexillation war ab 198 für längere Zeit in der Provinz Mauretania Caesariensis (Algerien) im Castellum Dimmidi stationiert, wo sich etliche Legionäre als Veteranen niederließen.

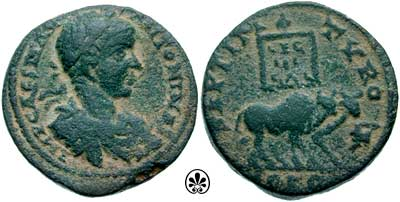
IMP CAES M AV ANTONINVS AVG
SEPTIM TYRO COLO, LEG III GAL
As des Elagabal von 218

Die Legio III Gallica schloss sich unter ihrem Legaten Publius Valerius Comazon im Jahr 217 dem Aufstand gegen Macrinus an und verhalf Elagabal am 16. Mai 218 auf den Thron. Comazon wurde zum Prätorianerpräfekt befördert.
Die Soldaten waren mit der Herrschaft Elagabals zunehmend unzufrieden. 219 rebellierten die Legionäre offen. Der neue Legat Verus stellte sich an die Spitze der und erklärte sich selbst zum Kaiser. Er hatte jedoch die Macht des amtierenden Kaisers unterschätzt. Die Legion wurde geschlagen, Verus selber gefangen genommen und hingerichtet. Wahrscheinlich löste Elagabal die Legion auf und versetzte die Legionäre zur Legio III Augusta in die Provinz Africa. Möglicherweise bestand die Legion unter Verlust ihres Beinamens auch „auf Bewährung“ weiter.
Unter Severus Alexander (222–235) wurde die Legio III Gallica Severiana Alexandriana wieder hergestellt. Ihr neues Lager war nun Danaba bei Damaskus, von wo sie die Straße nach Palmyra überwachte. Die Beteiligung am verlustreichen Sassanidenfeldzug des Kaisers Severus Alexander in den Jahren 231–233 gilt, ebenso wie der von 243/244 unter Gordian III. als gesichert. Dessen Nachfolger Philippus Arabs schloss 244 mit Schapur I. einen Friedensvertrag.

### Soldatenkaiser und Spätantike
Der Bericht in der oftmals unzuverlässigen Historia Augusta, über ihre Beteiligung am Gotenkrieg des Kaisers Decius und dass Valerian, Aurelian und Probus in der Mitte des 3. Jahrhunderts Befehlshaber der Legio III (Gallica) Felix waren, wird unter Historikern allgemein angezweifelt.
An Valerians Feldzügen zwischen 257 und 260 gegen die Sassaniden, über deren genauen Verlauf wenig bekannt ist, nahm die III Gallica sehr wahrscheinlich teil. Münzfunde weisen auf die Anwesenheit einer Vexillation im Imperium Galliarum zur Zeit des Postumus (260–269) hin.
Im Frühsommer 260 wurde das römische Heer in der Schlacht von Edessa vernichtend geschlagen und Kaiser Valerius geriet in Gefangenschaft. Der palmyrenische Fürst Septimius Odaenathus schlug in Gallienus’ Auftrag die persischen Truppen auf dem Rückmarsch und drang in der Folgezeit sogar bis Ktesiphon vor, ohne jedoch Valerian befreien zu können. Nachdem Odaenathus 261 den Usurpator Quietus und Ballista in Emesa besiegt hatte, übernahm er als Kaiserstellvertreter die Führung der römischen Truppen im Osten. Odaenathus’ Witwe Zenobia machte sich 267 von Rom unabhängig, wurde aber 272 von Aurelian (270–275) gefangen genommen. An der Eroberung Palmyras war die III Gallica beteiligt. Wahrscheinlich nahm die Legion um 298 auch am Sassanidenfeldzug Diokletians teil.
Im ausgehenden 3. Jahrhundert wurde die III Gallica zusammen mit der Legio I Illyricorum erwähnt. Eine aus beiden Legionen gebildete Vexillation wurde 315–316 nach Aegyptus gesandt und war unter dem praepositus Victorinus 321 in Syene an der Südgrenze stationiert.
Um 400 war die Legio Tertia Gallica mit ihrem Praefectus legionis nach Ausweis der Notitia Dignitatum in Danaba (zwischen Damaskus und Palmyra) stationiert und unterstand dem Oberbefehl des Dux Phoenicis. Zu einem unbekannten Zeitpunkt während der folgenden 250 Jahre wurde die Einheit schließlich aufgelöst.